# K팝의 성적 대상화와 성적 착취

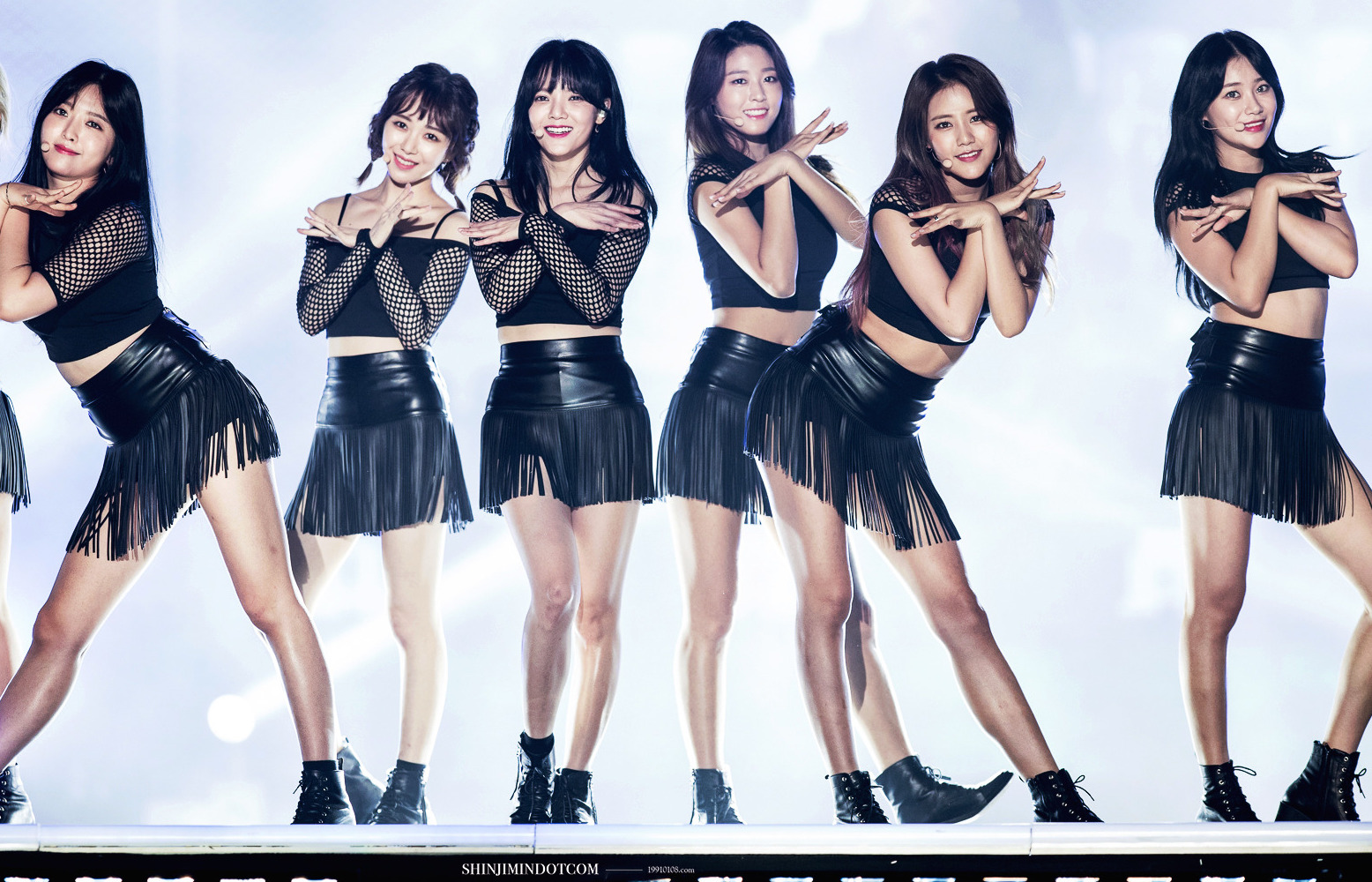
2016년 인천 한류관광콘서트에서 공연 중인 걸그룹 AOA. 이들은 히트곡 ‘짧은 치마’로 잘 알려져 있다.

K-pop의 성적 대상화와 성적 착취는 본래 보수적인 음악 산업으로 여겨졌던 K-pop(한국 대중가요)에서 나타나는 성적 대상화 및 착취의 요소를 의미한다. 이는 21세기 세계화의 영향과 관련이 있으며, 한국의 연예기획사와 음반사는 자사 아이돌을 해외 시장에 진출시키기 위해 이러한 전략을 사용하게 되었다.
여성성은 종종 로리타(Lolita) 이상에 부합하는 인형 페티시즘으로 정의된다. 이러한 이상은 날씬한 몸매, 긴 다리, 완벽한 얼굴을 포함한다. 한국의 남성성은 부드럽거나 세계시민적인 형태를 요구하며, 남성은 강하고 정력이 넘쳐야 할 뿐만 아니라 달콤한 성격이나 귀여운 얼굴과 같은 부드러운 특징도 지녀야 한다. 이러한 성적 대상화는 아이돌 산업 전반에 걸쳐 나타나며, 특히 최근 10년간 더욱 성적으로 표현되고 있는 현대의 뮤직비디오에서 가장 흔하게 나타난다.
K-pop은 1990년대 일본의 아이돌 시스템에 영향을 받아 탄생하였으며, 이후 약 20년에 걸쳐 전 세계적인 현상으로 발전하였다. 남성과 여성 아이돌은 각각 한국의 가부장적 체계가 정의하는 전형적인 여성성과 남성성, 그리고 국제적으로 매력적으로 여겨지는 외양 기준에 부합하는 특성을 따른다. 그러나 여성 아이돌은 남성 아이돌보다 더 자주 대상화되는 경향이 있다.

## 역사적 맥락
현대 K-pop의 시작은 일반적으로 1992년으로 여겨지며, 이 장르는 1996년경 K-pop의 산업화가 이루어지면서 본격적으로 자리를 잡았다. 이후 2000년대 중반을 거치며 성숙기를 맞이하였고, 2010년경에 이르러 전성기를 구가하였다. 한국 대중문화에서 미(美)는 항상 중요한 이상으로 존재해왔지만, 이 시기들은 미적 기준과 K-pop의 이상이 변화해온 과정을 보여준다. 1990년대 초반에는 1980년대의 한국 미적 기준을 반영하여, 통통한 얼굴과 다부진 체격을 지닌 젊고 개성 있는 귀여움이 주류를 이루었다.
1980년대 일본의 아이돌 시스템을 따르면서, 1990년대 후반에는 순수하고 명랑한 이미지를 내세운 아이돌 그룹들이 다수 등장하였다. 이 시기에는 선정적이거나 성적인 내용을 포함한 한국 음악과 뮤직비디오를 검열하는 심의위원회가 존재했다. 이 위원회는 1996년 6월 해체되었다. 1997년 경제 위기와 K-pop의 해외 성공 이후, 순수한 이미지는 2000년대 초반 들어 보다 낭만적이고 세련된 이미지로 변화하였다. 이는 K-pop에서 성적 대상화가 본격적으로 나타나기 시작한 첫 주요 징후였다.
이러한 변화는 뮤직비디오 사용의 증가에 의해 촉진되었다. 2000년대 중반에 이르러 새로운 세대의 K-pop이 탄생하였으며, 성은 K-pop 전반에 걸쳐 두드러지게 나타났고, 아이돌을 숭배하는 청소년들이 생겨났다. 10년 안에 극도로 대중화된 뮤직비디오에 의해 주도된 K-pop의 성숙은 아이돌들을 시각적 매체로 끌어올렸고, 이로써 K-pop은 체지방이 낮고 근육이 잘 잡힌 몸, 완벽하게 조형된 신체를 현대적 미의 기준으로 변모시켰다.

### 세계화
2000년대 후반, K-pop은 현대적 시기로 진입하였고 아시아에서의 한류와 함께 국제 무대에 소개되었다. 2010년대 초반에는 글로벌 한류를 통해 K-pop은 국제적인 강국으로 부상하였다. K-pop은 항상 일본 및 서구의 음악 스타일에 영향을 받아왔지만, 많은 이들은 그 국제적 성공을 1997년 한국 경제위기 당시의 국제통화기금(IMF) 구제금융 시기와 한국의 신자유주의화로 인한 세계화와 연관 짓는다.
IMF 이후 한국은 국제 시장에서의 판매 성공을 위해 보다 서구화된(특히 미국화된) 문화를 수출 상품에 통합하였고, 이는 대중음악 산업이 더 서구화되도록 압력을 가하였다. 서구화의 통합은 특히 대중음악 분야에서 제품의 과도한 성적 표현, 즉 하이퍼 섹슈얼라이제이션을 초래하였다. 음악 자체가 수출 가능성을 높이기 위해 변화되었을 뿐만 아니라, 뮤직비디오 시대의 도래로 공연자 역시 변화되었다.
이러한 흐름이 남성 중심 사회, 특히 현대화된 국가들 중에서도 젠더 격차 지수가 하위권에 위치한 한국의 구조와 결합되면서, 과도하게 성적 대상화된 대중음악 시장이 형성되었다. 동시에 K-pop의 확산은 한국이 글로벌 ‘문화 전쟁’—세계화된 문화 간 주목 경쟁—에 진입하고 심지어 주도권을 쥘 수 있는 수단이 되었다. 이에 따라 한국 정부는 국가적 인지도 향상을 위해 K-pop 활용을 장려하였다.
그러나 대중문화의 변동성과 성적 요소로 인한 논란 속에서 정부는 K-pop을 공식적으로 후원하지는 않지만, 허용 가능한 활동에 대한 제약은 완화하는 입장을 취하고 있다. 즉, 정부의 공식적인 후원이 없음에도 불구하고, 특히 수출용 콘텐츠에 대해서는 제도적 제한을 줄임으로써 사실상 K-pop을 간접적으로 지원하는 셈이다. 이는 아이돌이 국가의 비공식적인 문화 대표로 기능하게 만들고, 이로써 한국은 ‘아이돌 공화국’으로 묘사되기도 한다. 여기서 아이돌의 신체 이미지는 국가와 국민을 대표하는 존재로 간주된다.

## 개요

### 경제적 배경
세계 시장에 진출하여 수출 가능한 한국 문화를 세계화하는 것은 K-pop 진화의 근본적인 경제 조건에서 파생된 부산물에 불과했다. 초기 K-pop은 평단의 호평을 받지 못했으나, 중독성 있는 멜로디와 지역화 전략을 통해 대중의 사랑을 받았다. 1990년대 한국은 경제 불황에 시달리고 있었으며, 이러한 성공은 몇몇 사업가적 성향의 음악인들에 의해 주목되었고, 그들은 곧 이 기회를 활용하였다. K-pop의 산업화는 1990년대 중반경에 이루어졌으며, 그 인기는 계속해서 증가하였다.
한국 대중문화는 널리 알려지지 않았고 일본 및 그 이웃 국가들의 문화에 가려져 있었으며, 지역화를 유지하면서도 일본의 아이돌 방식과 미국식 대중음악 스타일을 혼합하는 전략은 국내 성공은 물론 초기의 제한된 수출 성공에도 기여하였다. 유망한 대외적 성공과 함께 기존의 다양한 음악 활동들은 음악 산업이 소속 그룹들의 포트폴리오를 다양화하도록 유도하였고, 이는 성공과 수익을 극대화하기 위한 조치였다. 이는 곧 가능한 한 많은 소비자에게 맞춤형 콘텐츠를 제공하는 최적화를 의미하였다. 이러한 최적화는 각 그룹당 구성원의 수를 늘리고, 각기 다른 소비자 취향에 맞춰 멤버를 개별화하며, 공연을 정교하게 다듬고, 다양한 문화권 소비자에게 그룹의 매력을 높이는 방향으로 이어졌다.
따라서 하나의 K-pop 그룹 안에는 상징적으로 ‘착한’, ‘나쁜’, 귀여운 또는 섹시한 멤버가 포함될 수 있으며, 전체적으로 그룹의 매력이 상승하게 되었다. 또한, 노골적인 성적 매력을 추구하는 미국 대중음악 문화의 욕망, 일본의 ‘카와이(kawaii)’ 및 가부장적 로리타 이데올로기에 영향을 받은 한국 문화의 ‘애교’에 대한 욕구가 결합되며, 다양한 환상적 욕망을 충족시키는 복합적인 상호작용이 형성되었다. 이러한 논리에 따라, 기획사들은 각 공연자를 맞춤화하기 위해 시간과 자본을 대대적으로 투자하였다. 아이돌이 되기 위해서는 일정 수준 이상의 매력과 기술이 요구되며, 이후 수년에 걸친 훈련과 규율을 통해 대중이 원하는 모습으로 조형된다. 이들은 순수함을 유지하기 위해 연애가 금지되며, 공적 삶과 캐릭터가 철저히 기획된다. 체중이 증가하거나 외모 관리를 소홀히 하는 경우에는 비난을 받는다. 미용을 위한 성형 수술이 요구될 수 있으며, 팬들과는 바람직한 방식으로 상호작용해야 한다.

### 여성성
한국을 대표하는 문화 상품으로서, 여성 K-pop 가수들은 섹시하고, 강인하며, 독립적인 존재로 기대받는다. 동시에 이들은 한국의 가부장적 자본주의 사회가 원하는 순종적이고, 순수하며, 귀엽고, 사랑스러운 존재로서도 기능해야 한다. 수익과 성공을 극대화하기 위해, 여성 스타들은 모호함의 외피를 갖추어야 한다. 이러한 모호성은 결국 거의 모든 걸그룹에 내재된 마돈나-창녀 콤플렉스로 귀결된다. 다만, 일부 그룹은 이 양극단 중 한쪽으로 더 치우친 경우도 있다. 한국 사회의 이상은 명목상 ‘애교’ 이미지를 강요한다. 이는 "친밀한 관계의 경계를 넘어 매혹적이고 욕망받는" 이미지를 의미하며, 아이돌에게는 취약성을 부여하면서도 동시에 공상적인 매력을 유지하게 만든다.
‘인형화(dollification)’는 순종적이고 오염되지 않은 아름다움의 대상을 성적 욕망의 대상으로 삼는 구조로, 전통적 성역할과 가부장적 구조가 강한 한국 사회에서 흔히 나타나는 현상이다. 이러한 구조는 성형을 통해 미화된 여성 K-pop 아이돌에게 특히 적합하게 적용된다. 또한 인형은 매춘이나 성적 서비스를 연상시키는 존재로 간주되기도 하며, 이는 아이돌이 소속사로부터 착취를 당할 가능성과도 연결된다. 인형화는 일본 사회에서의 순종적 ‘카와이(kawaii)’에 대한 욕망과도 맞물린다. 인형은 본질적으로 귀엽고, 마음대로 조종할 수 있는 존재로 여겨지며, 이는 완전히 복종적인 여성을 향한 갈망을 충족시켜준다. 이와 유사하게, 중년 남성이 자신을 아이돌의 ‘삼촌팬(Samchon-fan)’—즉, 보호자 같은 존재—으로 인식하는 현상도, 실제로는 여성 신체로부터 얻는 성적 만족감을 부정하려는 외피일 뿐이라는 주장이 제기된 바 있다.
이러한 맥락 속에서, 여성 아이돌은 로리타(Lolita)적 역할을 수행하게 되며, 이는 무의식적 성적 매력을 지닌 젊은 여성에 대한 남성의 소아성애적 판타지를 충족시킴으로써 시장의 수요를 채운다. 결과적으로, ‘소녀의 신체’는 하나의 상품이 되었고, 가부장적 구조 속에서 이러한 소비는 암묵적으로 용인된다. 여성 아이돌은 높은 인기와 대중적 지위를 바탕으로 ‘걸 파워(girl power)’를 표방할 수 있지만, 소속사의 통제 아래 놓인 그들의 존재는 실제 권한이 아닌 상업적 환상으로 남는다. 이들은 기업의 기획에 따라 ‘온순화(pacification)’ 되며, 권한은 제한되고 상품성만 극대화된다. 최근 K-pop에서는 “나는 여왕이다”, “세상은 나를 중심으로 돌아간다”와 같은 여성 권한 부여의 구호들이 더욱 가시화되고 있지만, 이러한 표현의 상당수는 남성 주도의 제작진에 의해 기획되었으며, 상업적 매력을 강화하기 위한 전략적 장치에 불과하다. 예컨대 소녀시대의 'The Boys' 뮤직비디오에서는, 멤버들이 짧은 치마와 타이트한 바지를 착용하여 가부장적 미학 기준에 부합하는 ‘이상적인 여성’의 이미지를 구축하는 한편, “내가 등장하자마자 모두가 나를 주목해”와 같은 가사를 통해 여성의 자신감과 권한을 드러낸다. 이러한 시각적 표현과 가사 메시지의 긴장은, 상업화된 K-pop 걸그룹 패키지 내에서 여성 권한 강화 서사와 남성 시선의 지속 사이에 존재하는 이중 수용과 모순을 드러낸다. 학자 김예란은, 이처럼 경제적·정치적으로 장려되는 아이돌 공화국 내에서 ‘소녀의 몸’이 정당하게 대상화되는 현상은, 한국을 사실상 ‘로리타 공화국’으로 만든다고 주장하였다. 쉽게 말해, 이들의 신체적 아름다움은 국가적 집합체에 귀속될 수 있는 것으로 간주된다. 이러한 아름다움과 여성성은 길고 늘씬한 다리와 ‘꿀벅지’, 완벽한 얼굴과 신체, 그리고 과도한 피부 노출로 구체화된다. 가슴은 자주 성적 대상으로 대상화되지만, 일반 한국 문화에서는 가슴 노출이 드물기 때문에, K-pop에서는 최근에서야 가슴골이 보여지기 시작하였다.

### 남성성
남성 아이돌은 수익과 성공을 극대화하기 위한 성적 대상화의 상품으로 간주된다. 한국 내에 존재하는 강력한 가부장적 성역할 구조를 고려할 때, 남성 아이돌은 일반적으로 한국식 남성성의 요구에 부응해야 한다. 그러나 다양한 소비자층을 겨냥한 최적화를 위해, 이들은 종종 취약성을 드러내며 비(非)한국적인 남성성을 표현하기도 한다. 한국의 헤게모니적 남성성은 가부장적 권위, 전통적 유교적 남성성, 강인함 등을 포함할 수 있다.
이러한 이중 구조는 아이돌 그룹이 근육질이고 강인하며 성적으로 매력적으로 보이도록 요구하는 동시에, 귀여움과 순수함도 함께 표현하게 만든다. 이는 다국적적 성격의 ‘소프트 남성성(soft masculinity)’과 ‘글로벌 남성성’을 형성하게 된다. 그 결과, 남성 아이돌 그룹 내에서는 부드러운 이미지의 ‘꽃미남’과 강한 남성성을 내세운 ‘짐승돌’이라는 이중적 성격이 나타나게 된다.
K-pop 남성성의 주요 특징은 근육질의 종종 노출된 상체와 귀여운 행동 및 성격이다. 명확하게 드러난 근육은 때로 허구일지라도, 페미니즘 운동에 대한 반작용으로서의 남성 개별적 성기적 힘을 상징하거나, 국가적 차원의 여성 욕망에 대한 반응으로 간주되기도 한다. 이는 ‘몸값(momgap)’이라는 개념으로 구체화되며, 남성 신체의 섹시함이 곧 그 가치와 직결되는 것으로 인식된다. 이 가운데 ‘초콜릿 복근’은 가장 바람직한 신체적 특징으로 여겨진다.

## 구현 양상
한국 대중음악 시장에서의 성적 대상화는 다양한 형태로 나타난다. 섹시하고 매력적인 공연자들을 전면에 내세우고, 팬들의 판타지에 부합하도록 그들을 조정하며, 성적 이미지를 담은 노래와 뮤직비디오를 제작하는 방식이다.

### 인형화
K-pop에서는 ‘인형화(dollification)’ 현상이 관찰된다. 연예 기획사들은 광고에 인형 이미지를 적극 활용한다. 가수 지나(G.NA)의 신체 치수는 팬들 사이에서 화제가 되었으며, 그녀의 소속사는 그녀의 작은 얼굴, 큰 가슴, 가느다란 허리를 강조하며, 마네킹과 함께한 화보에서 그녀의 몸을 “마네킹 몸매”라 홍보하였다.
이러한 인형화된 인간 이미지의 대표적인 사례로는 소녀시대의 'Gee' 뮤직비디오가 있으며, 해당 영상에서는 멤버들이 쇼윈도 속 마네킹 역할을 하다가 살아 움직이게 된다. 걸스데이의 ‘갸우뚱’ 뮤직비디오 역시, 멤버들이 스스로 살아 움직이게 되는 자동화된 인형 공장에서 만들어진 존재들처럼 연기한다. 이 두 작품은 모두 ‘생명 부여’ 서사를 따른다. 반면, 피기돌스(Piggy Dolls)라는 그룹은 체격이 큰 세 명의 여성으로 구성되어 있으며, 신체 이미지에 있어 다양성을 제시하는 사례로 간주된다.

### 여성 아이돌의 신체

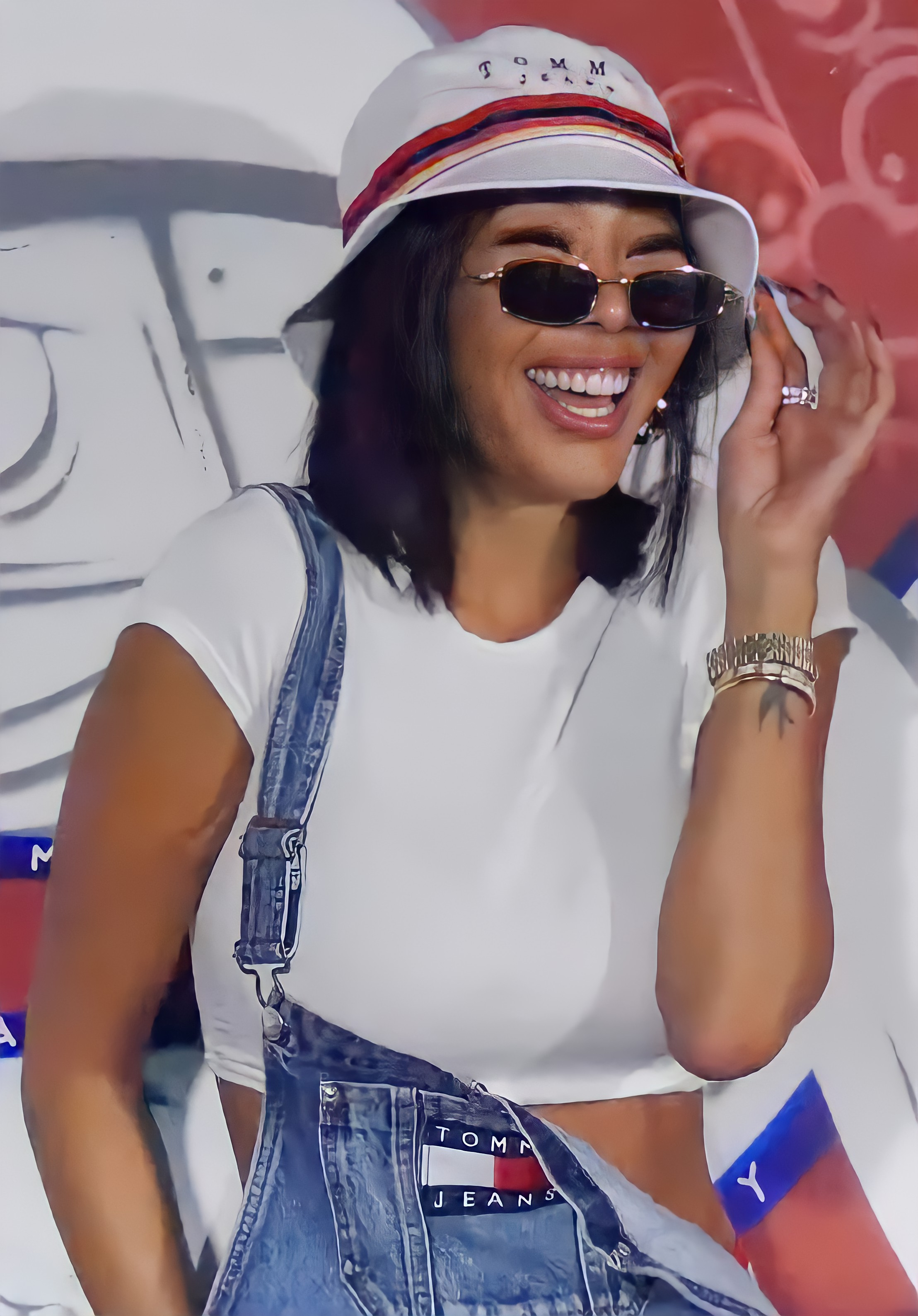
가수 제시는 자신이 받은 성형수술에 대해 공개적으로 언급한 바 있다.

일반적으로 여성 K-pop 아이돌의 신체는 소속사에 의해 철저하게 통제되며, 일정한 외형 기준을 충족해야 한다. 또한 이들의 신체는 팬들에 의해 과도하게 성적 대상화된다. 남성 아이돌 그룹 슈퍼주니어의 한 멤버는 여성 그룹 소녀시대를 언급하며 “그들은 허락 없이는 다칠 수도 없다. 그들의 몸은 그들 것이 아니다. 그들은 국가의 보물이다”라고 말한 바 있다. 소녀시대는 긴 다리로 유명하며, 이로 인해 ‘다리가 예쁜 그룹’이라는 별명을 얻었고, 이들의 다리를 중심 소재로 한 일본의 포르노 영상도 제작된 바 있다.
완벽한 신체는 수익 중심의 연예 산업에서 필수 조건으로, 여성 아이돌은 마르고 아름다워야 한다. 충분히 마르지 않은 아이돌은 체중 감량을 요구받는다. 피기돌스의 세 멤버는 처음 등장 당시 대부분의 여성 아이돌보다 체격이 컸으며, 컴백을 앞두고 세 명이 총 56kg을 감량하도록 훈련을 받았다. 얼굴이 충분히 아름답지 않다고 판단되는 연습생의 경우, 소속사는 성형수술을 강제할 수 있다. 필수 성형을 거부할 경우, 경력 자체가 막힐 수 있다. 모든 수술은 위험성을 수반하지만, K-pop 아이돌들 사이에서는 소규모 미용 성형은 매우 흔하고, 중간 수준의 재건적 수술도 제법 일반화되어 있다. 흔한 수술로는 쌍꺼풀 수술, 코 성형, 턱 보형물 삽입, 지방 흡입술(주로 다리) 등이 있다.
일부 아이돌은 자신이 받은 성형을 공개적으로 밝히기도 한다. 브라운아이드걸스의 미료는 쌍꺼풀 수술을 했다고 밝혔으며, 카라의 구하라는 눈 수술을, 제시는 가슴 보형물 삽입, 코 수술, 눈 수술을 받았다고 밝혔다. 일부는 성형외과 홍보 모델로 활동하기도 하며, 지나는 종필 원장의 클리닉을 홍보한 바 있다. 반면, 대부분의 아이돌은 성형 여부를 밝히지 않으며, 소녀시대나 현아 등 유명 아이돌도 성형 여부를 둘러싼 추측의 대상이 되고 있다. 이처럼 추측이 난무하는 가운데, 이효리나 장윤주와 같은 일부 연예인은 가슴 성형을 하지 않았음을 의료적으로 증명하기도 했다. 반면, 일부 아이돌은 성형수술을 기꺼이 받아들이고 있으며, 식스밤(Six Bomb)이라는 그룹은 아예 ‘예뻐지는 중입니다 애프터’라는 곡과 뮤직비디오를 통해 성형수술을 주제로 다루었다. 실제로 이들의 매니저 김일웅은 멤버 전원이 얼굴과 가슴에 성형 시술을 받았음을 공식적으로 인정하였다. 이러한 솔직함과 K-pop 스타들에 대한 숭배는 많은 한국 청소년들에게 성형수술에 대한 열망을 불러일으켰으며, 자신이 좋아하는 스타를 닮고자 하는 욕망을 자극하였다. 현재 한국은 인구 대비 성형수술 건수가 세계에서 가장 많은 나라이다.

### 남성 아이돌의 신체
남성들 역시 철저한 신체 기준의 적용을 받으며, ‘몸값’을 유지하는 동시에 ‘소프트 남성성’을 균형 있게 표현해야 한다. 가수 비는 여성성과 과도한 남성성이 결합된 남성성의 전형적 사례로 평가된다. 잘 발달된 복근과 상체 근육은 종종 젖거나 오일을 바른 채 노출되며, 귀엽고 어린 얼굴과 대조를 이룬다. 그는 ‘천사의 얼굴과 킬러 바디’, 혹은 ‘소년의 얼굴에 남자의 몸’을 가진 인물로 묘사된다. 비는 셔츠를 벗은 근육질의 남성으로서, 동시에 귀여운 요소를 갖춘 이상적 이미지의 전형이다. 이 이미지를 유지하기 위해서는 혹독한 훈련이 필요하며, 대개 트레이너를 고용하고 일일 고강도 운동 루틴을 따른다.
여성 아이돌과 마찬가지로, 소속사들은 남성 아이돌에게도 성형수술을 강요하는 경우가 있다. 이들 가운데 일부는 수술을 했다는 추측이 존재하지만, 일부는 명확히 수술 사실을 밝히기도 한다. 예를 들어, 제국의 아이들 광희는 눈, 코, 이마 수술을 받았고, 슈퍼주니어의 희철은 눈 수술과 과거 코 골절의 흔적을 교정했으며, 동료 규현은 부모님의 사례를 따라 쌍꺼풀 수술을 받았다.

### 유튜브 뮤직비디오에서의 성적 대상화
유튜브와 같은 시각 중심 소셜미디어를 통한 K-pop의 대중화로 인해, 많은 팬들은 뮤직비디오나 녹화된 공연에서 성적 대상화를 인식하게 되었다. 뮤직비디오의 도입은 아티스트 브랜드 인지도를 높이기 위한 수단으로 사용되었고, 이는 ‘적자생존’의 태도를 유도하였다. 즉, 더 섹시한 아티스트가 살아남는 구조가 형성되었다. 그 결과, K-pop 뮤직비디오의 성적 콘텐츠가 증가하였다. 송보혜는 MelOn Hot 100 차트에 오른 2004년, 2005년, 2014년, 2015년의 인기 뮤직비디오들을 분석하여 그 성적 표현의 증가를 조사하였다. 관찰된 요소는 성적 암시, 성적 행위, 자극적인 복장이었다. 분석 결과는 신체적 애정 표현의 변화, 선정적 복장, 성적 암시, 성별 차이의 네 가지 항목으로 나뉘었다. 결과적으로, 신체적 애정 표현의 평균 변화는 없었으나, 암시적 성행위, 성적 암시성, 선정적 복장이 증가하였고, 여성 리드 보컬의 선정적 표현이 유의미하게 증가하였다.
즉, 성적 행위 자체보다는 주로 복장을 통해 여성을 중심으로 한 성적 대상화가 크게 증가한 것이다. 이러한 경향은 현대 뮤직비디오에서 확인할 수 있다. 여성 가수가 선정적인 복장을 입은 대표적인 K-pop 뮤직비디오에는 스텔라의 ‘마리오네트’, 현아의 ‘잘나가서 그래’, 걸스데이의 ‘링 마이 벨’, 나인뮤지스의 ‘와일드’, 헬로비너스의 ‘위글위글’, AOA의 ‘사뿐사뿐’, 아이렌의 ‘엉덩이’, BP 라니아의 ‘닥터 필 굿’ 등이 있다. 이들은 짧은 치마, 핫팬츠, 가슴골, 몸에 밀착된 옷을 입는 경우가 많다.
이에 상응하여, 남성 가수들은 시스루 셔츠, 속이 비치는 바지, 매우 짧은 반바지, 심지어는 코르셋이나 노출도 높은 드레스를 입는 경우도 있다(드래그 포함). 이와 함께 방송 금지된 영상들도 존재한다. 예를 들어, 박재범의 ‘몸매’는 과도한 여성 성적 대상화로, 브라운아이드걸스의 ‘아브라카다브라’는 성적 암시로, 동방신기의 ‘주문(MIROTIC)’은 신체 노출과 선정적 언어로, 피에스타의 ‘One More’는 성적 이미지로, 스텔라의 ‘떨려요’와 ‘Marionette’는 선정적 춤과 복장으로, 아이비의 ‘터치 미’는 성적 이미지와 가사로, 달샤벳의 ‘조커’는 성적 안무로, 개리의 ‘Shower Later’는 성적 암시와 성숙한 주제로, 빅뱅의 ‘Bae Bae’는 성적 암시로 인해 각각 방송금지 판정을 받았다. 마지막으로, 순수함에서 성적 이미지로의 전환은 소녀시대의 뮤직비디오에서도 드러난다. 2009년의 ‘Gee’는 여학생다운 순수함을 유지하였고, 2010년의 ‘Oh!’는 순수함을 유지하면서도 마지막에 섹시하고 어두운 자아와의 대결을 암시하였다. 결국, 2011년의 ‘The Boys’에서는 순수함을 성숙한 섹시함으로 완전히 대체하였다.

## 논란

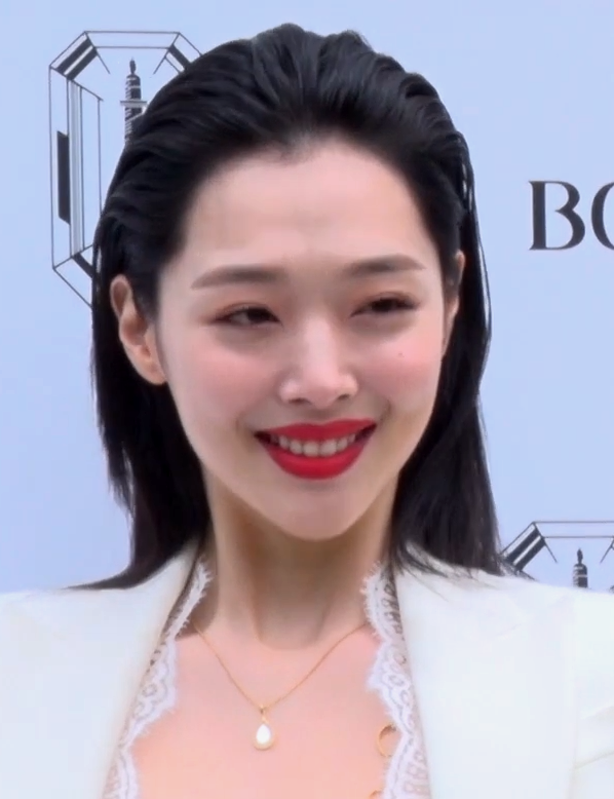
설리

### 페미니스트적 행위에 대한 비판
여성 K-pop 스타들은 페미니즘적 견해를 드러냈다는 이유로 강한 비판을 받았다. 여성 아이돌은 귀엽고 아름다우며 대중의 시선에 순응해야 한다는 기대를 받는다. 여성의 권한 강화에 관심을 보이는 것조차 논란이 될 수 있다. 이 기대에서 벗어나 자신의 목소리를 낸 K-pop 스타들은 대중적으로 비난을 받거나 공격을 받았다.
예를 들어, 설리는 페미니즘과 여성 권리에 대해 공개적으로 발언한 드문 K-pop 스타였으며, 그로 인해 수년간 온라인 괴롭힘과 학대를 받아왔다. 이는 결국 그녀를 우울증과 자살로 몰고 갔다.

### 성불평등
K-pop 산업에서 여성은 남성의 시선을 기반으로 인형화되며, 가부장적 사회 속에서 이국적이고 순종적인 존재로 간주된다. 여성성은 유교적 가부장제 사회구조에 부합하도록 조정되며, 이는 이익 극대화를 위한 전략이다. 아이돌들은 이 정의에 강제적으로 순응해야 하며, 이는 한국 사회가 여성에게 부여한 고정된 역할과 맞닿아 있다. K-pop 여성 그룹들은 스타덤을 누리면서도, 산업의 기반이 가부장적 구조에 뿌리를 두고 있다는 모순에 직면한다. 이러한 구조는 소속사들이 여성 아이돌을 반(反)페미니즘적 틀 안에서 형성하도록 유도하며, 이는 한국 사회 전체의 가부장적 가치관 강화를 초래한다.
게다가, 한국은 성평등 지수(Global Gender Gap Report)에서 선진국 중 최하위권이며, 이는 일부 이슬람 국가들과 유사한 수준이다. 이는 한국 사회 전반의 성평등 수준이 매우 낮음을 시사한다. 대표적인 반페미니스트 정치인 윤석열이 대통령으로 당선된 것은 이러한 정서가 쉽게 변하지 않을 것임을 의미하며, 그는 선거 공약 중 하나로 여성가족부 폐지를 제시하기도 했다.
학자 시린(Xi Lin)과 로버트 루돌프(Robert Rudolf)는 100개국 6,317명의 K-pop 팬들을 대상으로 설문조사를 실시하여 K-pop 소비자의 평등주의 성향을 분석하였다. 연구 결과, K-pop 소비가 많을수록 평등주의 성향은 낮았으며, 특히 이미 성별 격차가 큰 국가에서 이 현상이 두드러졌다. 한국 내 성별 계층화는 정부와 가부장적 자본주의에 의해 강화되고 있으며, 양방향으로 영향을 주고받는다. ‘K-pop 파급효과(K-pop Ripple Effect)’란 팬덤이 K-pop에서 표현된 가부장적 이념에 영향을 받아 그것을 인터넷과 소셜미디어를 통해 확산시키는 현상을 의미한다. 즉, K-pop 내 성차별과 성적 대상화는 한국의 가부장적 자본주의 체제를 뒷받침하며, 여성 아이돌의 성적 대상화를 정당화하고 성불평등 규범을 강제하는 데 기여한다.

## 같이 보기
- 버닝썬 게이트 — 수년간 이어져온 K-pop 아티스트 및 한국 연예인들을 포함한 광범위한 성매매 알선 실태 폭로 및 이에 따른 은폐 시도
  - 정준영 등 불법 촬영물 제작 및 유포 사건
- 엠넷의 서바이벌 프로그램 투표 조작 사건